# Janek Samołyk
Janek Samołyk (ur. 21 maja 1986 we Wrocławiu) – polski muzyk rockowy, kompozytor, gitarzysta i autor tekstów, kojarzony ze sceną alternatywną. Aktywny od 2008 roku. Jego muzykę charakteryzuje się jako mieszankę brytyjskiego rocka i polskiej poezji śpiewanej. Nagrał trzy albumy długogrające. Na przełomie 2011 i 2012 r. zagrał trasę koncertową w Chinach.

## Kariera muzyczna
Janek Samołyk pierwszy raz wystąpił publicznie w 2002 roku na Ogólnopolskim Przeglądzie Piosenki Licealisty „WYBRYK”. Zaczynał jako gitarzysta w zespole Sztumbrrr... Następnie przez kilka lat grał muzykę z pogranicza Indie popu oraz rocka w The Ossis, którego był liderem. Z zespołem tym regularnie koncertował w Polsce.
Od 2008 roku muzyk występuje pod własnym nazwiskiem. Jego działalność koncertowa ma dwa wymiary. Jeden z nich to kameralne występy z gitarą akustyczną. Drugi to rockowe koncerty z zespołem. W 2009 roku Samołyk wydał własnym sumptem minialbum „Don’t think too much” oraz rozpoczął nagrywanie debiutanckiego albumu. Piosenki Samołyka zwróciły uwagę jurorów konkursu debiutów na Off Festiwalu 2009. Zespół wrocławianina wystąpił na festiwalu pokonując 230 innych wykonawców, którzy chcieli znaleźć się na nim w roli debiutantów.
W 2010 roku Samołyk podpisał kontrakt fonograficzny z Polskim Radiem S.A. i zdobył nagrodę Prezydenta Gdańska na Festiwalu im. Grzegorza Ciechowskiego w Tczewie. 27 września 2010 r. ukazał się debiutancki album „Wrocław”. Płytę promowały piosenki „Wszy”, „I ain’t gonna give up (yet)” oraz „Zdjęcia”, do których zostały nakręcone teledyski. W 2012 r. ukazuje się album „Problem z wiernością”, promowany przez utwory „Codziennie”, „Problem z wiernością” i „Czy to jest przypadek”. W 2014 r. ukazuje się trzecia płyta „Na prezent”, zapowiadana przez singiel „Złe czasy”.

## Dyskografia
Albumy
| Tytuł                   | Dane dot. albumu                                                         |
| ----------------------- | ------------------------------------------------------------------------ |
| Don’t think too much EP | - Data: 4 maja 2009 - Wydawca: wydanie własne                            |
| Wrocław                 | - Data: 27 września 2010 - Wydawca: Agencja Muzyczna Polskiego Radia     |
| Problem z wiernością    | - Data: 29 października 2012 - Wydawca: Agencja Muzyczna Polskiego Radia |
| Na prezent              | - Data: 15 września 2014 - Wydawca: Agencja Muzyczna Polskiego Radia     |

Notowane utwory
| „Piosenka o pointach”       | 2011 | 44 | Wrocław              |
| „Codziennie”                | 2012 | 43 | Problem z wiernością |
| „Problem z wiernością”      | 2013 | 27 | Problem z wiernością |
| „Złe czasy”                 | 2014 | 32 | Na prezent           |
| „Na prezent”                | 2015 | 42 | Na prezent           |
| „–” utwór nie był notowany. |      |    |                      |